# Màxima versemblança
La màxima versemblança (en anglès: Maximum Likelihood Estimation MLE) és un mètode estadístic molt emprat per inferir els paràmetres de la distribució de la probabilitat d'una mostra donada.
Aquest mètode va ser desenvolupat pel genetista i estadístic Ronald Fisher entre 1912 i 1922.

## Principi
Sigui una família parametrada de distribucions de probabilitat Dθ on els elements són associats ja sia a una densitat de probabilitat coneguda (distribució contínua), ja sia a una funció de massa en probabilitat coneguda (distribució discreta), designada com fθ. Amb una mostra de n valors x1, x2, ..., xn de la distribució, i on es calcula la densitat de probabilitat associada a les dades observades
{\displaystyle f_{\theta }(x_{1},\dots ,x_{n}\mid \theta ).\,}
L'estimador de màxim de versemblança pot existir i ésser únic, no ser pas l'únic o no existir.